# Paul Jahnel
Paul Jahnel (* 1. August 1927; † 27. März 2005) war ein deutscher Fußballspieler. Als Aktiver von Rot-Weiss Essen gewann er mit der Mannschaft aus Bergeborbeck im Jahr 1953 den DFB-Pokal und 1955 die deutsche Fußballmeisterschaft. Von 1949 bis 1958 absolvierte der Außenläufer in der Oberliga West im damals überwiegend praktizierten WM-System 241 Ligaspiele und erzielte dabei 17 Tore.

## Laufbahn
In der Saison 1948/49 machte der Außenläufer und Halbstürmer von TuS Helene Essen in der Landesliga Niederrhein die Verantwortlichen des FC Schalke 04 auf sich aufmerksam. Zur Runde 1949/50 gehörte er dem Oberligakader der "Knappen"-Elf an. Unter Trainer Fritz Szepan debütierte Jahnel am 11. September 1949 beim 4:2-Auswärtserfolg gegen Rot-Weiß Oberhausen in der Oberliga West. Am 15. und 30. Rundenspieltag war er auch in den zwei Spielen gegen Rot-Weiss Essen im Einsatz. Das Heimspiel gewann Schalke mit 4:2 Toren, an der Hafenstraße setzte sich die Mannschaft von Georg Melches mit einem klaren 5:1-Erfolg durch. Jahnel absolvierte 26 Ligaspiele und erzielte dabei drei Tore; Schalke 04 belegte den sechsten Rang. Zur Runde 1950/51 spielte er in seiner Heimatstadt Essen, bei den Rot-Weissen in Bergeborbeck.
Unter Trainer Karl Hohmann und an der Seite von Mittelläufer Heinz Wewers und Sturmführer August Gottschalk zählte der mannschaftsdienlich agierende Außenläufer in den nächsten Jahren zu den unverzichtbaren Leistungsträgern der Elf von der Hafenstraße. In der Saison 1951/52 konnte er (30-1) mit RWE die Meisterschaft in der Oberliga West erringen und damit den Einzug in die Endrunde um die deutsche Meisterschaft. Er absolvierte alle sechs Gruppenspiele für den Westmeister gegen Tennis Borussia Berlin, VfL Osnabrück und den VfB Stuttgart. Als 1953 die Titelverteidigung als Tabellendritter nicht klappte, gewann er mit seinen Mannschaftskollegen den erstmals nach dem Zweiten Weltkrieg ausgespielten DFB-Pokal. Nach Erfolgen gegen Jahn Regensburg, VfL Osnabrück, Hamburger SV und SV Waldhof Mannheim setzten sich die Rot-Weissen mit einem 2:1-Erfolg im Finale am 1. Mai 1953 in Düsseldorf gegen den westdeutschen Konkurrenten Alemannia Aachen durch. Jahnel gehörte dabei trotz seiner Spezial-Aufgabe, den Alemannia-Dirigenten Jupp Derwall an die Kette zu legen, zu den Antreibern des RWE-Spiels.
Die Erfolgsstory von RWE setzte sich im Jahr der Fußballweltmeisterschaft 1954 in der Schweiz fort; mit einem Punkt Rückstand zu Meister 1. FC Köln belegte das Team um Torhüter Fritz Herkenrath und den Angreifern Helmut Rahn, Franz Islacker und Bernhard Termath in der Saison 1953/54 den zweiten Platz in der Westliga. Die Endrunde fiel wegen des verkürzten Meisterschaftsmodus zum Zwecke der Vorbereitung der Nationalmannschaft für den Westvize aber aus. Stattdessen begann für die Rot-Weissen am 23. April eine neunwöchige Süd- und Nordamerikareise, die sie nach Argentinien, Uruguay, Bolivien, Peru, Ecuador, Kolumbien und in die USA führte. Insgesamt wurden 16 Spiele ausgetragen; Gegner waren unter anderem Independiente aus Avellaneda, San Lorenzo aus Buenos Aires, Peñarol aus Montevideo, die Nationalmannschaft von Uruguay und Alianza Lima. Den Abschluss der Amerika-Reise bildete ein zweiwöchiger USA-Aufenthalt. Die Reisegesellschaft traf am 22. Juni 1954 wieder in Essen ein.
Der sportliche Höhepunkt wurde die Runde 1954/55. Mit sechs Punkten Vorsprung vor dem Überraschungsteam SV Sodingen gewann Rot-Weiss die Meisterschaft im Westen und zog damit in die Endrunde ein. Jahnel hatte im Ligabetrieb nur ein Verbandsspiel versäumt. In der Endrunde setzte sich die jetzt von Fritz Szepan trainierte Elf von der Hafenstraße gegen Bremerhaven 93, Kickers Offenbach und Wormatia Worms durch und zog in das Endspiel am 26. Juni in Hannover gegen den 1. FC Kaiserslautern ein. Die Mannen um Fritz Walter gingen als Favoriten in das Finale. Am Ende gab es einen 4:3-Erfolg für die Mannschaft von Spielführer August Gottschalk und des Ehrenvorsitzenden Georg Melches. Jahnel agierte dabei auf seiner Stammposition des rechten Außenläufers.
Er konnte noch zwei Jahre für seine Mannschaft als Leistungsträger fungieren, aber die Verluste von Gottschalk und Termath reduzierten die Leistungsstärke von RWE. Mit dem Spiel am 2. Februar 1958, es gab eine 0:2-Heimniederlage gegen den SV Sodingen, beendete er seine aktive Spielerlaufbahn. Ein Hüftgelenkschaden zwang ihn zur Aufgabe seiner Spielerkarriere. Er übernahm eine Tankstelle, nur rund fünf Minuten vom Georg-Melches-Stadion entfernt und direkt an der Hafenstraße gelegen und führte diese bis zu seinem Ruhestand.